# Mihaela Petrilă
Mihaela Petrilă (Paşcani, 7 de maio de 1991) é uma remadora romena, medalhista olímpica.

## Carreira
Petrilă competiu nos Jogos Olímpicos de 2016, no Rio de Janeiro, onde conquistou a medalha de bronze com a equipe da Romênia no oito com.